# Киркоров, Бедрос Филиппович
Бедро́с Фили́ппович (Пилибос) Кирко́ров (болг. Бедрос Филипов (Пилибос) Киркоров, фамилия при рождении Крикоря́н; 2 июня 1932, Варна, Третье Болгарское царство — 18 марта 2025, Москва, Россия) — болгарский, советский и российский эстрадный певец. Народный артист Российской Федерации (2012).
Отец певца, актёра и народного артиста России Филиппа Киркорова.

## Биография

### Ранние годы
Родился 2 июня 1932 года в Варне в армянской семье: отец — Филипп Крикорян, работал сапожником, мать — София Крикорян. Брат — Харри Киркоров, бизнесмен. Сестра — Мари Киркорова, оперная певица, работает в США.
Родители пели в городском армянском хоре и брали сына с собой. В детстве Бедрос Киркоров хотел участвовать в танцевальном коллективе, но все места были заняты. В хоре из-за выделявшегося среди остальных голоса его звали «труба».
По словам самого Бедроса, он сменил фамилию Крикорян на Киркоров, так как это было обязательным условием для поступления в болгарскую школу.
К 17 годам окончил профессионально-техническое училище по специальности «сапожник-модельер». Окончил также музыкальное училище.
Во время службы в армии пел в военном ансамбле, затем работал в оперном театре Варны. Во время выступления Бедроса в Международном доме журналистов на него обратил внимание композитор Арно Бабаджанян и пригласил в СССР, чтобы Бедрос смог получить высшее музыкальное образование.
В 1962 году приехал в Москву и поступил на 2-й курс ГИТИС в класс профессора Б. А. Покровского.

### Карьера
Студентом активно концертировал. Во время учёбы в Москве пел с оркестрами Юрия Силантьева, Владимира Федосеева, Эдди Рознера, Леонида Утёсова. После окончания музыкального училища был зачислен в труппу Варненской оперы.
Леонид Утёсов первый предложил Киркорову спеть цикл песен о болгаро-советской дружбе и сам написал вступительный текст к новой программе артиста. Встреча с Утёсовым и работа под его руководством во многом определили творческий путь молодого певца. Выступал с программой «Москва — София, София — Москва», основной идеей которой было укрепление дружбы двух стран. Режиссёр программы — Леонид Утёсов. Самая известная песня программы — «Алёша».
В авангарде советских артистов стал гастролировать с оркестровой фонограммой.
После организации 40 благотворительных гастрольных концертов для сбора средств в фонд возведения памятника на Поклонной горе был уволен из Московской филармонии и поступил на работу в Новгородскую филармонию.
Исполнял народные, патриотические песни. Во время выступлений много говорил о значении семьи и любви к Родине.
Записал около 50 песен на радио, студия грамзаписи «Мелодия» выпустила большой диск из 12 песен и 10 маленьких пластинок.
Первой подготовленной Киркоровым партией была ария Альфреда в опере Дж. Верди «Травиата».
Выступал в дуэте со своим сыном Филиппом Киркоровым, Мари Киркоровой, Тамарой Гвердцители, Иосифом Кобзоном, Лили Ивановой, Бисером Кировым, «Балаган Лимитед».
6 июня 2002 года в Москве в ГЦКЗ «Россия» усилиями сына Филиппа состоялся бенефис Бедроса Киркорова в честь его 70-летия «Юбилей в кругу друзей».
В 2007 году дал юбилейный концерт с симфоническим оркестром «От сердца к сердцу».
2 сентября 2011 года Бедрос Киркоров посетил Нагорный Карабах и выступил на концерте «в честь 20-летия провозглашения независимости НКР», за что был включён Министерством иностранных дел Азербайджана в список персон нон грата за нарушение «Закона о государственной границе» Азербайджанской Республики, считавшего территорию Нагорного Карабаха оккупированными территориями Азербайджана.
В апреле 2021 года Бедрос был специальным гостем телешоу «Маска» в образе Султана.

### Общественная деятельность
- Являлся членом правления Союза друзей Болгарии.
- Во время работы в Московской филармонии в связи с 40-летием освобождения Болгарии дал 40 гастрольных благотворительных концертов для возведения памятника на Поклонной горе.
- Во время гастролей в каждом городе выяснял о наличии Дома отдыха для ветеранов Великой Отечественной войны и организовывал там шефские концерты.
- 4 августа 2007 года: по инициативе и на средства Бедроса Киркорова в городе Холм Новгородской области был открыт памятник болгарскому герою Павлу Калитину.
- При участии Бедроса Киркорова в Болгарии поставлен памятник адмиралу Ушакову[11].
- 2011 — организовал концертную программу «От сердца к сердцу» в рамках открытия Новгородского областного благотворительного марафона «Рождественский подарок»[12]. Работает по проведению благотворительных марафонов в других городах[13].
- 2014 — был председателем жюри 4-го фестиваля интеграционных творческих коллективов Москвы Космофест-2014 (21-23 октября).
- 2015 — был членом жюри 5-го фестиваля интеграционных творческих коллективов регионов России Космофест-2015 по номинации «вокал» (16 ноября).

### Личная жизнь
Первая жена — Виктория Марковна Киркорова (урождённая Лихачёва; 6 апреля 1937 — 30 апреля 1994). Познакомились в 1964 году в Сочи на концерте, после которого Виктория подошла к Бедросу за автографом. Поженились в том же году. Умерла от рака. Похоронена в Софии.
Сын — Филипп Киркоров (род. 1967), советский и российский эстрадный певец, актёр, композитор, продюсер, народный артист Российской Федерации (2008).
Вторая жена — Людмила Смирнова (28 августа 1955 — 15 декабря 2024) — доктор экономических наук, институтский преподаватель. Познакомились в 1992 году в Холмском районе Новгородской области во время гастролей. Была директором передового совхоза «Трудовик». Их венчание в 1997 году прошло в кафедральном Софийском соборе Новгородского Кремля. Жила под Великим Новгородом, занималась фермерским хозяйством.
Дочь — Ксения (5 сентября 2002 — сентябрь 2002) появилась на свет недоношенной; умерла, прожив всего неделю.

### Смерть и похороны
Скончался 18 марта 2025 года в возрасте 92 лет в 15:37 по московскому времени в Москве. О смерти артиста сообщил его сын Филипп Киркоров. Причиной смерти стала остановка сердца на фоне острой сердечной недостаточности. Прощание проходило в ритуальном зале «Троекурово». Похоронен 21 марта на Троекуровском кладбище Москвы (участок № 21).

## Работы
Избранные песни из репертуара Бедроса Киркорова
1. Алёша (& Филипп Киркоров)
2. Вернись
3. Весенний снег (& Людмила Бакланова)
4. Влюблённые
5. Возвращение сверчков
6. Гордость
7. Гренада
8. Звезда
9. Ирэна
10. Лёк-лёк (& Балаган Лимитед)
11. Мечта
12. Мир без тебя
13. Мой сверстник (Оркестр Софийского радио под управлением Т. Русева)
14. Моя Болгария (болг.)
15. Моя любовь
16. Моя страна
17. Не куст смородины мне символ Родины
18. Одна жена
19. Песня об отце
20. Песня о любви
21. Помоги мне, соседка
22. Русские глаза
23. Старое танго
24. Судьба
25. Судьба моряка
26. Сулико (& Тамара Гвердцители)
27. Сынок
28. Таинственный билет
29. Тайна
30. Торна (итал.)
31. Травиатта (& Мари Киркорова, итал.)
32. Ты моя песня
33. Хоро (болг.)
34. Я искал любимую
35. Я люблю тебя, Россия!
36. Цветы (арм.)
37. Guarda que luna! (итал.)
38. Love song (итал.)
39. L’Immensita (итал.)
40. Mamma (& Филипп Киркоров, итал.)

### Клипы
- 2005 — «Весенний снег»;
- 2020 — «Тёмная ночь»;
- 2021 — «Лучший город земли».

## Награды
Почётные звания:
- 2012 — почётное звание «Народный артист Российской Федерации» (1 июня 2012) — за большие заслуги в области музыкального искусства[27].
- 1992 — почётное звание «Заслуженный артист Российской Федерации» (20 ноября 1992) — за заслуги в области музыкального искусства[1], впервые почётное звание присвоено иностранному гражданину[источник не указан 148 дней].

Другие награды, премии, поощрения и общественное признание:
- Лауреат международных конкурсов в Париже, Бухаресте и Варшаве.
- 2005 — медаль ордена «За заслуги перед Отечеством» II степени (1 августа 2005) — за заслуги в области культуры и искусства, многолетнюю плодотворную деятельность[28].
- 2008 — награда «За личный вклад в развитие культуры и искусства России», Орден «За честь и достоинство».

### Комментарии
1. ↑  Фамилия «Крикорян» ([[kʰɾikʰoɾjɑ́n]]) является западноармянской формой армянской фамилии Գրիգորյան (произносится как Григорян в восточноармянском)